# Bianca Weiß
Bianca Margot Weiß (* 24. Januar 1968 in Mainz, nach Heirat Bianca Heinz) ist eine ehemalige deutsche Hockeyspielerin und Olympiateilnehmerin 1992.

## Leben und Karriere
Bianca Weiß spielte für den Rüsselsheimer RK, mit dem sie 1983 und 1985 Deutsche Jugendmeisterin in der Halle wurde.
1988 debütierte Bianca Weiß in der deutschen Hockeynationalmannschaft. Anfangs war sie Ersatztorfrau für die langjährige deutsche Stammtorhüterin Susanne Wollschläger, nach deren vorübergehenden Rücktritt 1992 wechselte sich Bianca Weiß im Tor der Nationalmannschaft mit Birgit Beyer ab. Bei ihrem ersten großen Turnier, der Champions Trophy 1989, belegte Deutschland den dritten Platz. Bei der Weltmeisterschaft 1994 in Dublin belegte die Mannschaft den vierten Platz, ebenso wie bei der Champions League 1995.
Sie trat 1995 nach ihrer Heirat als Bianca Heinz an, ihre Nachfolgerin im Rüsselsheimer Tor war Jennifer Lutz.
Insgesamt wirkte Bianca Weiß(-Heinz) von 1988 bis 1995 in 60 Länderspielen mit, davon 7 in der Halle. Biancas Tochter Pauline Heinz wurde ebenfalls Hockeynationalspielerin.

## Auszeichnungen
Anfang 1990 gewann sie mit der deutschen Mannschaft den Titel bei der Halleneuropameisterschaft. 1991 gewann die deutsche Mannschaft bei der Feldhockey-Europameisterschaft die Silbermedaille nach einer Finalniederlage gegen England. Im Jahr darauf waren die spanischen Gastgeberinnen die Siegerinnen bei den Olympischen Spielen in Barcelona. Bianca Weiß spielte im Finale nicht mit, erhielt aber nach einem Turniereinsatz ebenfalls die Silbermedaille.
Zusätzlich wurde ihr – zusammen mit der Mannschaft – am 23. Juni 1993 das Silberne Lorbeerblatt verliehen.
1993 gehörte Bianca Weiß zum zweiten Mal der deutschen Siegermannschaft bei einer Halleneuropameisterschaft an.